# Sangalopsis curvifera
Sangalopsis curvifera là một loài bướm đêm trong họ Geometridae.